# 洋風画
洋風画（ようふうが）は、日本にまだ油彩画の道具が輸入されていなかった頃に、宣教師から学んだり、西洋画を見よう見真似で描いた絵。線描、陰影法、遠近法などのテクニックが洋画風で、絵具は日本画のものを使っている。

## 概要
日本における洋風画の第一期は南蛮（スペイン、ポルトガル）系の宗教画で、天文12年（1543年）にポルトガル人の種子島漂着をきっかけに、ザビエルらキリスト教宣教師が来日するようになり、天正8年（1580年）に、安土（現滋賀県近江八幡市安土町）と有馬（現長崎県南島原市）にセミナリヨ、臼杵（現大分県臼杵市）にノビシャド、天正9年（1581年）に府内（現大分県大分市）にコレジオなど布教活動のための教育機関が建てられ、そこで洋画が教えられた。この頃の作家では、信方、山田右衛門作、生島三郎左衛門などがいる。
第二期は長崎派（長崎蘭画）で、当時の日本は鎖国時代だが長崎は幕府直轄地として、幕府の管理で貿易（長崎貿易）が行われていたので、オランダの本がたくさん入ってきた。その本の挿絵銅版画がヒントとなり、長崎では洋風画が盛んになった。寛文（1661年）頃の喜多元規、明和（1764年）以降の若杉五十八、荒木如元、平賀源内などの作家が出た。
第三期は秋田蘭画で、安永2年（1773年）出羽国久保田藩8代目藩主佐竹曙山に藩財政建て直しのため、院内や阿仁の鉱山の技術指導に平賀源内を招聘したことに始まる。源内は角館（現：秋田県仙北市角館町）を訪れた時、小田野直武に西洋絵画の技法教え、江戸留学後帰藩した直武が洋画指導者として藩主佐竹曙山や角館城代佐竹義躬に手ほどきをした。